# Marie van Baden (1902-1944)

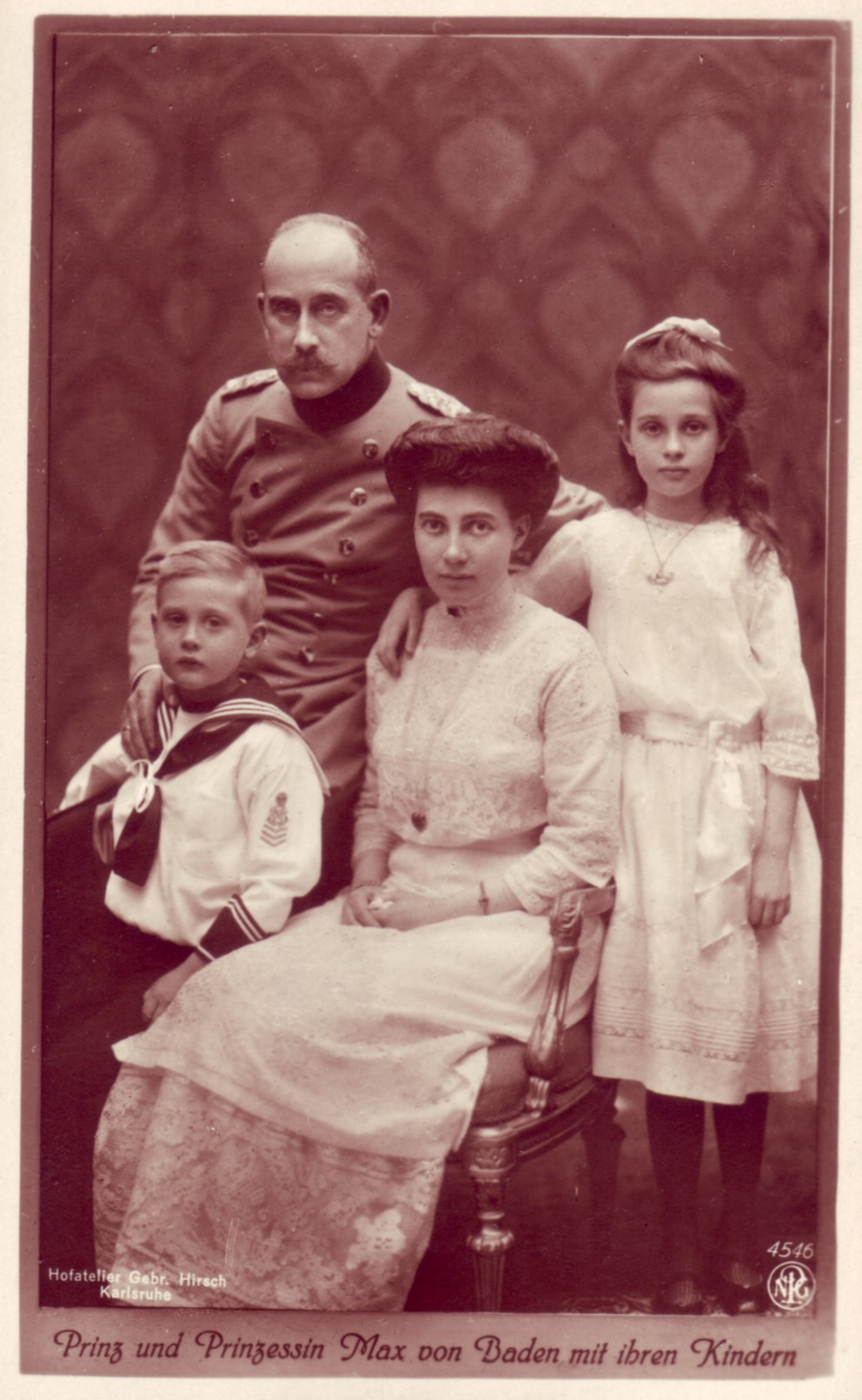
Marie, staande rechts, met haar ouders en broertje Berthold

Marie Alexandra Thyra Victoria Louise Carola Hilda van Baden (Salem, 1 augustus 1902 – Frankfurt am Main, 29 januari 1944) was een prinses uit het huis Baden.
Zij was de dochter van Max von Baden (de laatste rijkskanselier van het Duitse Keizerrijk) en Marie Louise van Hannover-Cumberland (kleindochter van koning George V van Hannover).
Zelf trad ze op 17 september 1924 in het huwelijk met Wolfgang van Hessen-Kassel. Het paar kreeg geen kinderen. Marie stierf in januari 1944 ten gevolge van geallieerde bombardementen op Frankfurt.